# Okhare
Okhare – gaun wikas samiti we wschodniej części Nepalu w strefie Kośi w dystrykcie Terhathum. Według nepalskiego spisu powszechnego z 2001 roku liczył on 801 gospodarstw domowych i 4675 mieszkańców (2411 kobiet i 2264 mężczyzn).